# Shun Oguri
Shun Oguri (小栗旬, Oguri Shun, Kodaira, 26 de dezembro de 1982) é um ator, diretor e seiyū japonês. Se casou com a atriz e modelo Yu Yamada no dia 14 de março de 2012.

## Carreira
Seu primeiro papel principal em um drama foi em 2006 como Shinichi Kudo de Detective Conan. Oguri também emprestou sua voz como um seiyū em Fullmetal Alchemist o Filme: Conqueror of Shamballa , juntamente com seu irmão Ryo Oguri, em 2005. Ele também fez o papel de Rui Hanazawa no drama Hana Yori Dango , no qual mais uma vez atuou com Jun Matsumoto . Em 2007, ele ganhou mais atenção ainda estrelando o drama Hanazakari no  Kimitachi ê como Izumi Sano. Em 2008, Oguri assumiu outro papel no drama Binbo Danshi, atuando como um estudante universitário pobre, chamado Koyama Kazumi. Em junho de 2016, foi anunciado que Shun Oguri irá estrelar o live-action de Gintama, fazendo o papel de Gintoki Sakata, em 2017.